# 김원립
김원립은 경주 김씨 갈천공파의 시조로, 병자호란 때 의병장으로 활약하였다.
1613년(광해군 5) 성균관에 들어가 유학자로서의 소양(素養)을 갖추었으며, 광해군이 영창대군(永昌大君)을 죽이는 패륜을 저지르자, 홍무적(洪茂績) 등 뜻을 같이하는 여러 선비들과 격렬한 상소를 올려 맞섰다. 이로 인하여 광해군의 미움을 받아 하옥당하고 홍무적은 유배되었다.
1623년 풀려나 의금부도사에 임명되고, 1627년 전주정시(全州庭試)에 병과로 급제하였다. 이듬해 가주서(假注書)로서, 종묘에 제사 지낼 때, 임금을 수행한 공으로 일자(一資)를 올려 받았다. 1630년 지평이 되고 1635년 반숙마(半熟馬) 1필을 하사받고 헌납이 되었다.
이후 장령·성균관사예·직강(直講)·예조좌랑·예조정랑·호조정랑·통례원우통례(通禮院右通禮) 등을 역임하였으며, 외직으로 해운판관(海運判官)·부안현감(扶安縣監)·능주목사(綾州牧使) 등을 지냈다. 1636년(인조 14) 병자호란이 일어나 왕이 남한산성으로 피신하고 조정으로부터 국난 극복을 호소하는 교서가 내려오자, 바로 군사를 모아 북쪽으로 진격하여 이듬해 정월에 과천(果川)에 이르러 많은 적병을 죽였다.
1647년 함경도 종성부사(鐘城府使)로 있을 때, 국경 백성들이 몰래 청나라 땅에 사냥하러 들어갔다가 청군에게 붙잡혔다. 굴욕적인 삼전도(三田渡) 항복 이후 청나라의 눈치를 심하게 본 그 즈음의 상황에서, 조정은 할 수 없이 그의 죄를 물어 물러나게 했다. 이후 경기도 용인(龍仁)에 낙향하여 제자를 기르며 노후를 보냈다. 지금의 기흥구 신갈동(新葛洞)이 그의 아호 ‘葛川’을 따서 ‘갈내’라 불리게 된 것이다.
원종공신(原從功臣)에 녹훈(錄勳)되고, 홍문관과 명예문관의 양관제학(兩館提學)과 예조판서에 증직되었다.